# Gourmya gourmyi
Gourmya gourmyi is een slakkensoort uit de familie van de Cerithiidae. De wetenschappelijke naam van de soort is voor het eerst geldig gepubliceerd in 1861 door Crosse.